# Bouton de manchette
Pour les articles homonymes, voir Bouton.

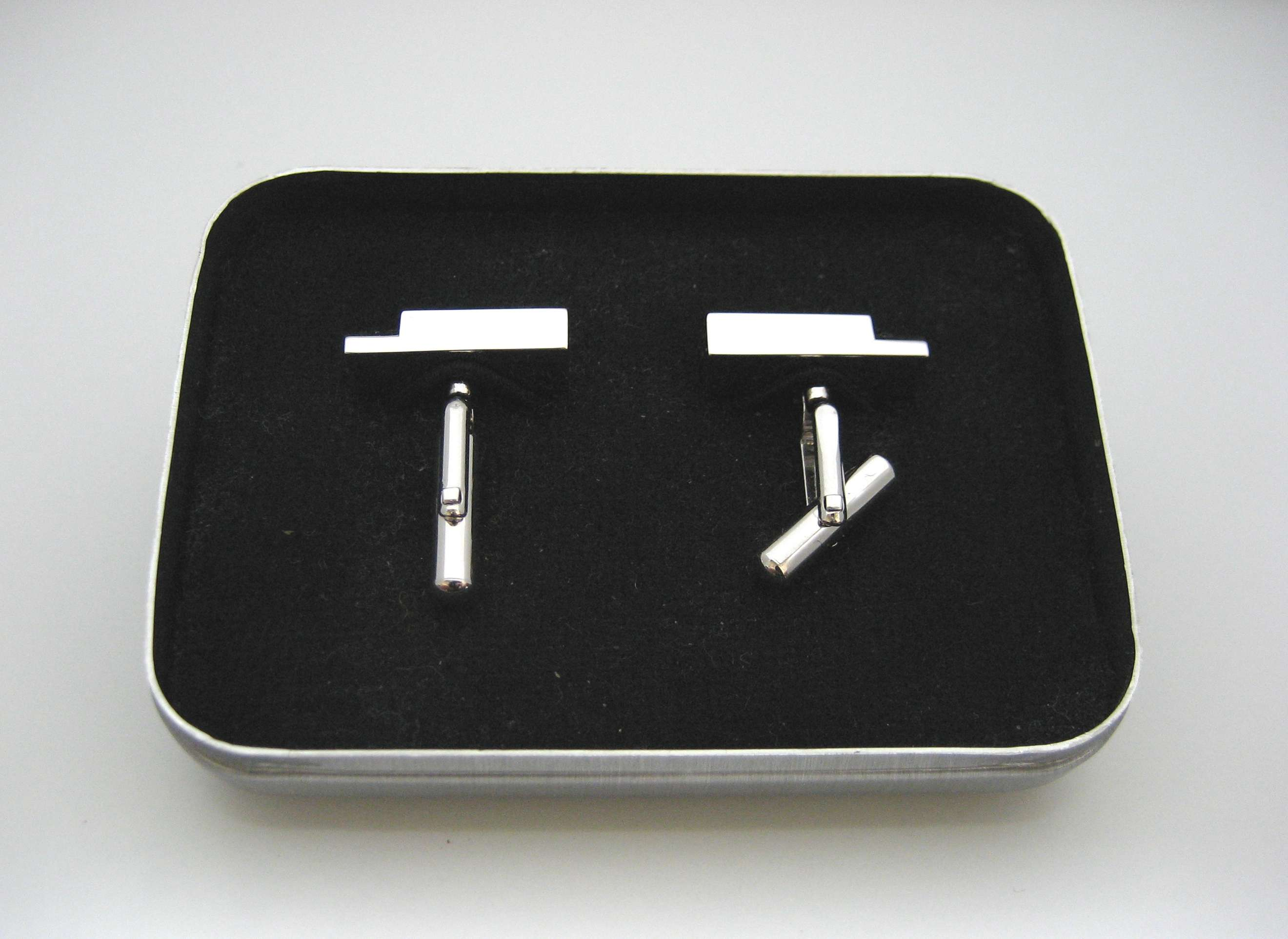
Paire de boutons de manchette.

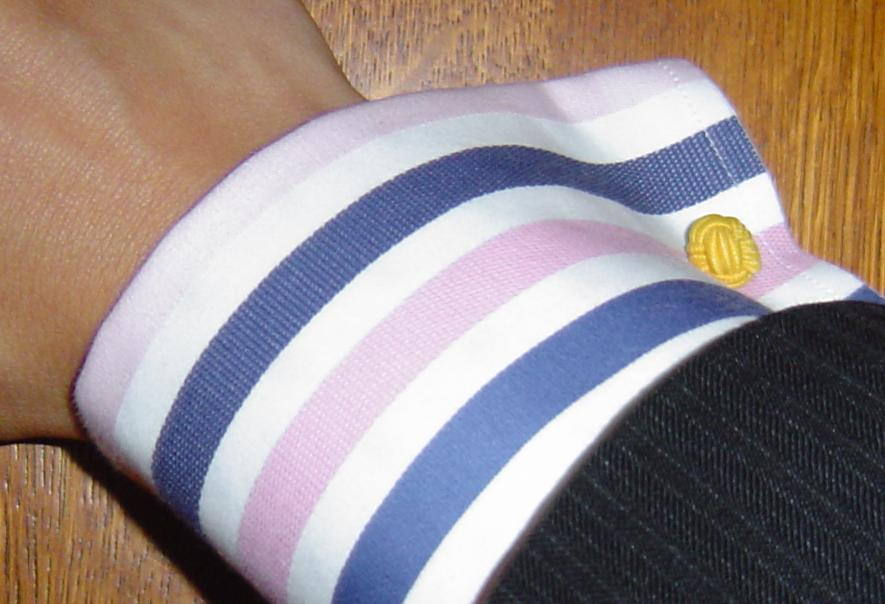
Bouton de manchette attaché.

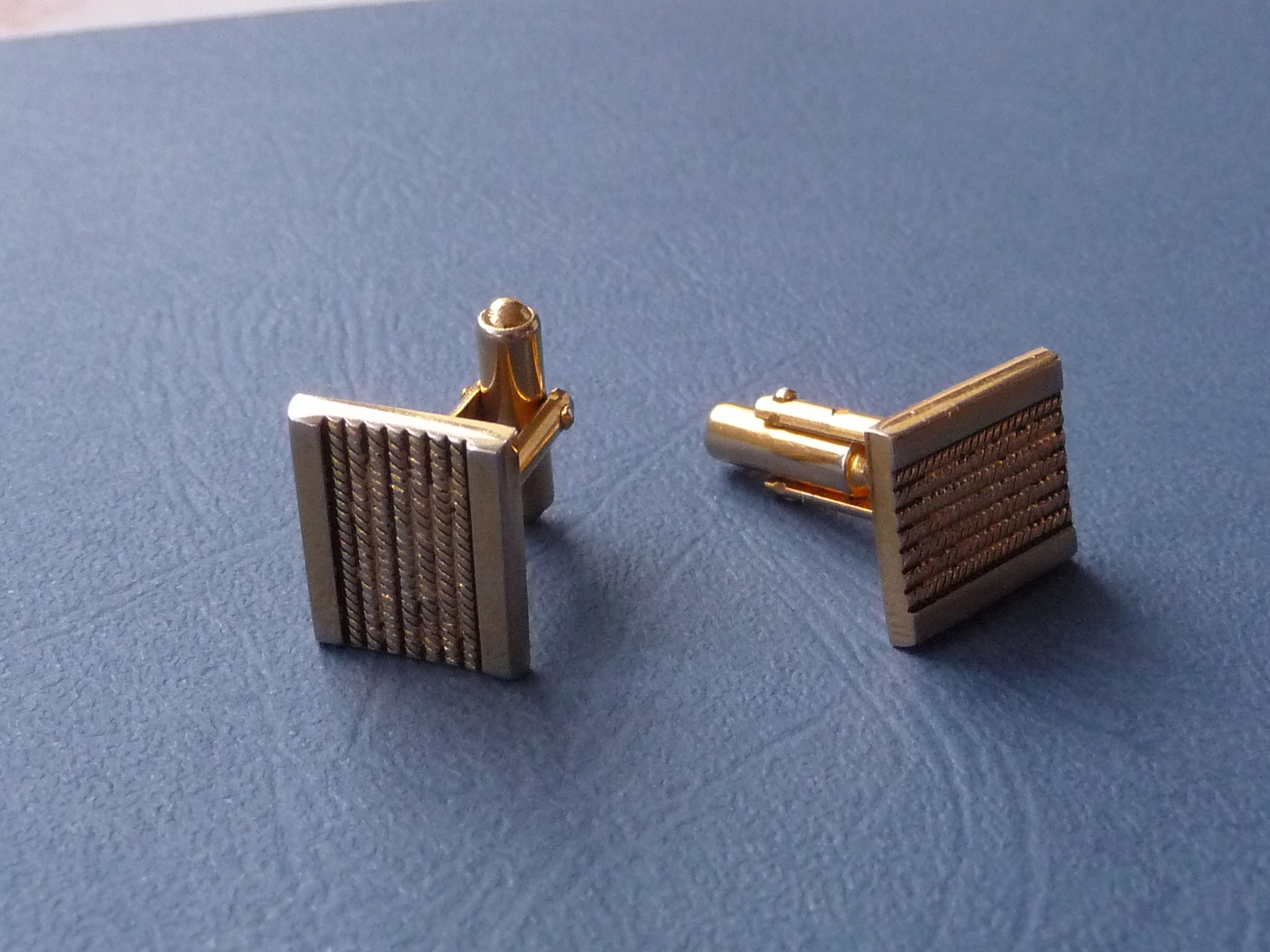
Boutons de manchette dorés.

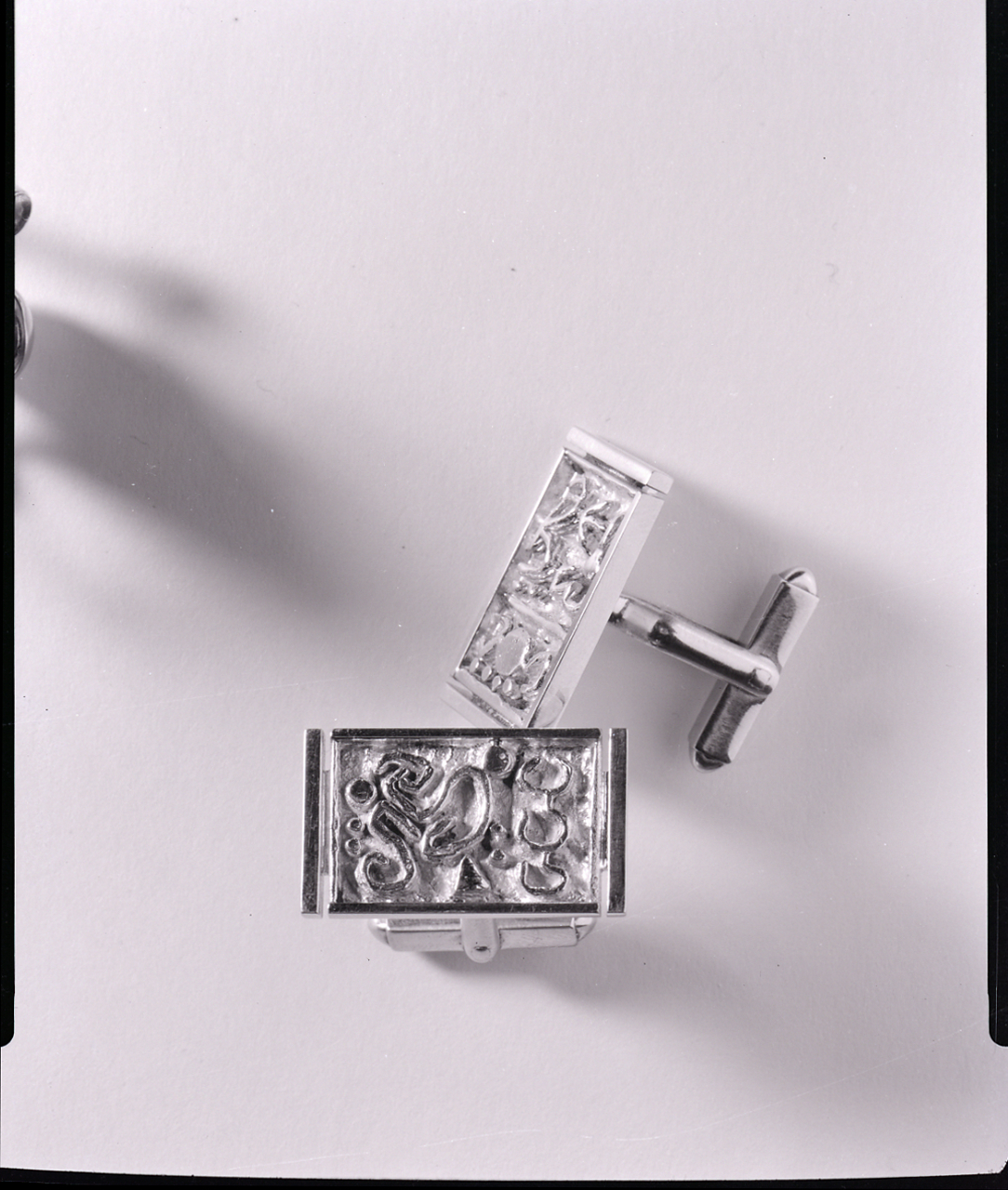
Boutons de manchette photographiés par Paolo Monti.

Un bouton de manchette est une attache décorative utilisée pour maintenir la manche d'une chemise quand celle-ci ne comporte pas de boutons mais deux fentes surpiquées sur un poignet mousquetaire.

## Historique
Les boutons de manchette sont apparus au XVIIe siècle. Remplaçant les rubans ou la dentelle qui fermaient les poignets, ils restent cantonnés aux tenues de cérémonie et autres habits du soir, et sont fixés au niveau de la boutonnière de la manche des chemises ayant des poignets doubles et repliés, dits mousquetaires. Leur port commence à se démocratiser et à s'appliquer aux tenues citadines le siècle suivant. C'est surtout au XIXe siècle que les boutons de manchette deviennent usuels : la matière des chemises étant de plus en plus rigide, il était compliqué de les fermer avec de simples boutons. Les boutons de manchette, comme les boutons de col et de plastron, répondent donc à ce besoin. Ils sont à l'origine assez discrets, plutôt dorés le jour et argentés la nuit. Le roi Édouard VII popularisa leur port sertis d'émaux et de pierres précieuses ou semi-précieuses, notamment fabriqués par Fabergé. Ils suivent également l'évolution de la chemise : d'abord celle-ci a des « poignets simples » (single cuff), avec une seule épaisseur, puis à partir des années 1920-1930, lorsque l'amidonage se démode, l'épaisseur du poignet est doublé pour créer le modèle mousquetaire (french cuff) et donner plus de rigidité à une manche sinon trop légère : ce modèle reste depuis le plus utilisé pour les boutons de manchette. Ils sont remplacés dans les années 1970 par l'apparition de chemises avec des poignets boutonnés.
Accessoires élégants, ils demeurent portés dans les milieux professionnels où une tenue raffinée est de rigueur, comme la banque d'affaires ou les cabinets d'avocats d'affaires, et plus généralement dans les costumes de cérémonie associés à des événements festifs tels que les mariages et les soirées mondaines.

## Caractéristiques
Ils sont le plus souvent constitués d'un petit cylindre ou d'une chaînette qui maintient ensemble deux parties en forme de disque, une des parties destinée à être visible comme un bouton, l'autre servant à maintenir la fixation. Il existe des boutons de manchette plus évolués, avec par exemple la partie cylindrique qui pivote perpendiculairement à la partie visible, pour faciliter la mise en place. La partie visible est souvent décorée et il s'agit d'un accessoire essentiellement masculin. Il en existe de toutes les formes, de toutes les couleurs et ils sont fabriqués avec de nombreux matériaux, bien que le métal prédomine largement.
Il est souvent considéré comme un bijou et fabriqué ou orné de matériaux précieux tels que l'or, l'argent, le platine, la nacre et l'ivoire. Il peut en revanche être constitué de matières plus originales encore, telles que le galuchat, le bois, ou même le recyclage de mouvements horlogers.